# Aleksandar Đorđević
Aleksandar „Saša“ Đorđević (srbskou cyrilicí: Александар Саша Ђорђевић; * 26. srpna 1967 Bělehrad) je bývalý srbský basketbalista a v současnosti trenér. Od roku 2019 vede italský klub Virtus Bologna. Jako hráč získal s jugoslávskou basketbalovou reprezentací stříbro na olympijských hrách v Atlantě roku 1996, vyhrál mistrovství světa v roce 1998 a třikrát mistrovství Evropy (1991, 1995, 1997). Na posledním z těchto turnajů byl nejužitečnějším hráčem. S klubem Partizan Bělehrad vyhrál v roce 1992 Euroligu, nejprestižnější klubovou soutěž Evropy. Dvakrát byl vyhlášen evropským basketbalistou roku, v anketě Mr. Europa (1994, 1995). Většinu kariéry strávil v evropských klubech (Partizan Bělehrad, 1984–1992; Olimpia Milano, 1992–1994; Fortitudo Bologna, 1994–1996; FC Barcelona, 1996–1999; Real Madrid, 1999–2002; Scavolini Pesaro, 2003–2005; Olimpia Milano, 2005), jen krátce působil v zámořské NBA, v klubu Portland Trail Blazers (1996). Po skončení hráčské kariéry se stal úspěšným trenérem. Srbskou basketbalovou reprezentaci vedl v letech 2013–2019 a přivedl ji ke stříbru na olympijských hrách (2016), mistrovství světa (2014) i mistrovství Evropy (2017). Klub Virtus Bologna pak k vítězství v Lize mistrů.